# Chaumont-Saint-Quentin
Pour les articles homonymes, voir Chaumont et Saint-Quentin (homonymie).
Chaumont-Saint-Quentin est une ancienne commune française, située dans le département des Ardennes en région Grand Est.

## Histoire
Elle fusionne avec la commune de Noyers-Thelonne, en 1828, pour former la commune de Noyers-Pont-Maugis. Thelonne quitta l'association en 1883.

## Administration
| Période                                  | Période | Identité | Étiquette | Qualité |
| ---------------------------------------- | ------- | -------- | --------- | ------- |
| Les données manquantes sont à compléter. |         |          |           |         |
|                                          |         |          |           |         |

## Démographie
| 1793 | 1800 | 1806 | 1821 |
| ---- | ---- | ---- | ---- |
| 75   | 98   | 65   | 85   |

Histogramme

(élaboration graphique par Wikipédia)